# Chemin muletier

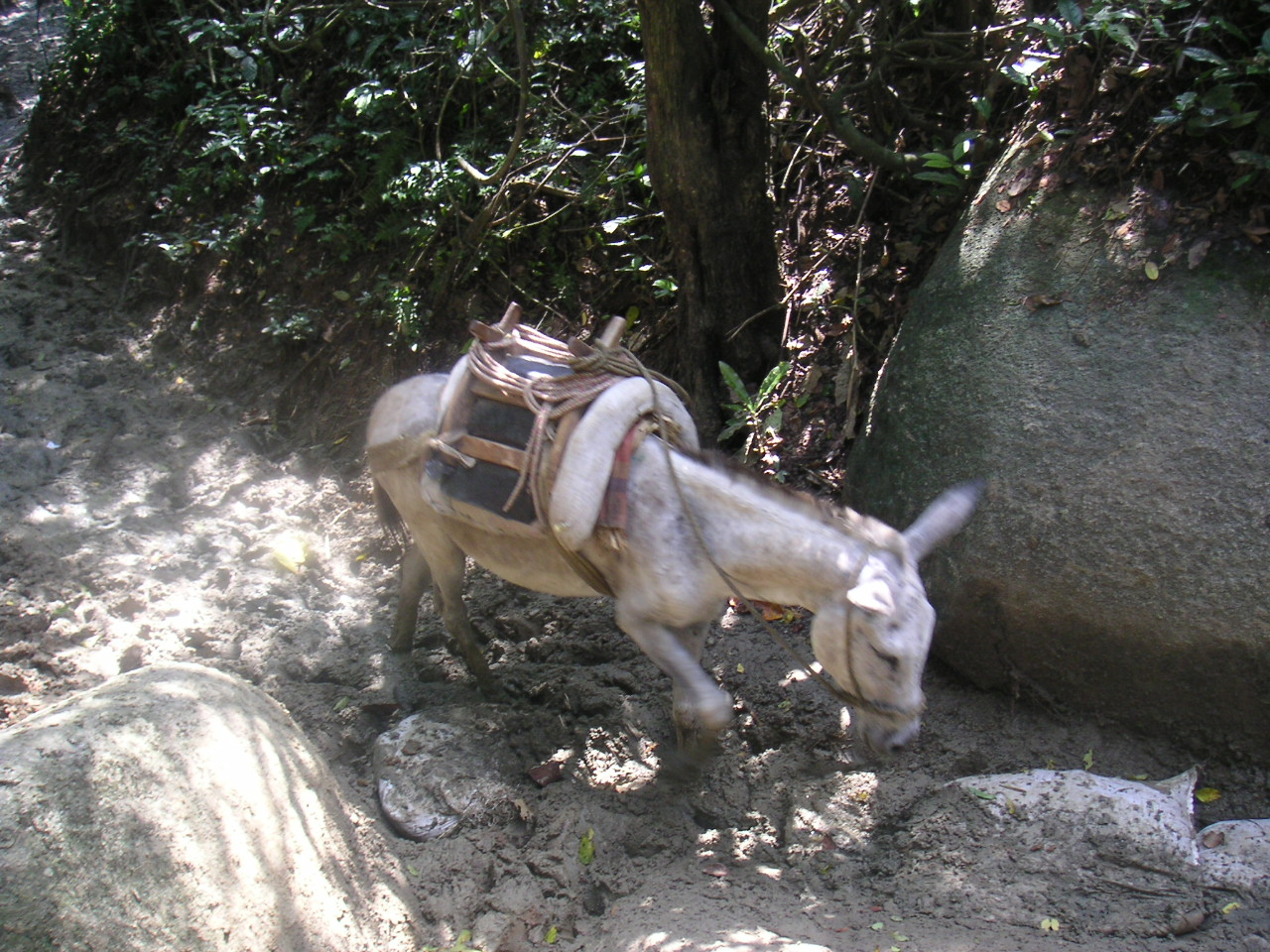
Chemin muletier dans le parc national naturel de Tayrona (Colombie)

Un chemin muletier, quelquefois dénommé sentier muletier, est une voie de communication tracée dans un environnement naturel historiquement utilisée par des muletiers et leurs animaux.
Comme son nom l'indique, il permet aux voyageurs, accompagnés d'un ou plusieurs mulets (ou bardots), voire des ânes, utilisés en tant qu'animaux de portage et équipés pour transporter de la marchandise ou des effets personnels, de se rendre d'un point à un autre.

## Définition
Selon le site du CNTRL, le chemin muletier est un « [...] sentier étroit et escarpé qui est censé n'être gravi que par les mulets. »

## Histoire

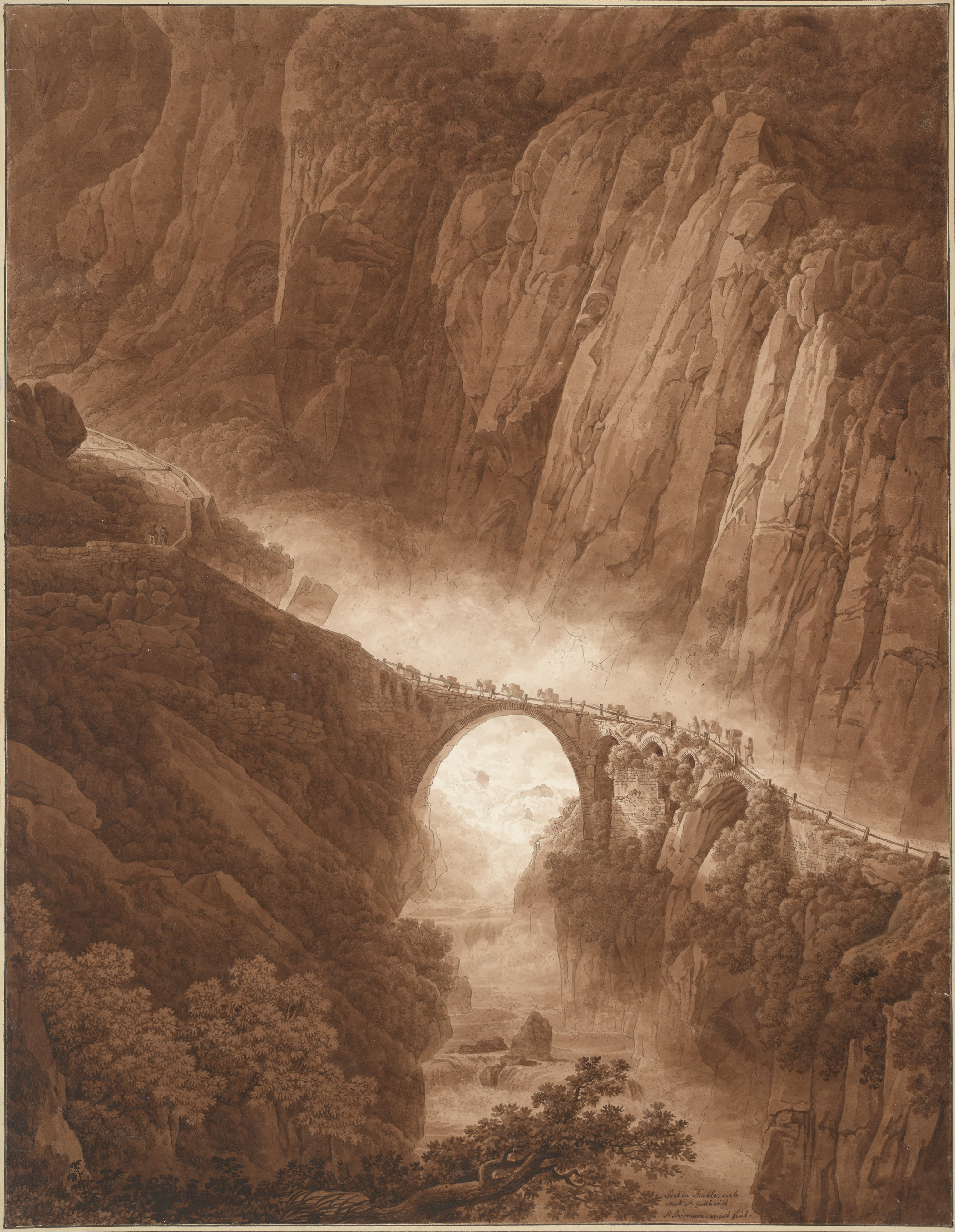
Caravane de mules sur le chemin muletier du massif du Saint-Gothard en 1805

### L'ancêtre des routes de montagnes
Quelquefois conçus sur le tracé des anciennes voies romaines, mais aussi créés de toutes pièces, les sentiers muletiers, durant le Moyen Âge (en Europe) et jusqu'à l'époque contemporaine (sur d'autres continents), avaient pour fonction de relier les villages et les hameaux de montagne.
Dans les régions montagneuses d'Europe, les sentiers étaient conçus et tracés en fonction de leur utilisation. Pour des sentiers considérés comme ayant une haute fréquentation, la largeur était calculée pour que deux mules puissent se croiser soit environ 1,40 m et leurs pentes étudiées pour éviter une trop grande déclivité. Ces chemins étaient généralement bordés de murs d’épierrement qui permettaient de canaliser le flux des animaux.
Au niveau local, les réseaux de sentiers permettaient également d'atteindre plus facilement les cultures et des prairies présentes situées autour des villages, mais éloignées.
Dans le canton des Grisons et, plus particulièrement, en Engadine, les marchandises étaient chargées sur des chars, des bêtes de somme ou des traîneaux et confiées aux membres des sociétés corporatives de muletiers dénommées « Porten » selon un système réglementé. Chaque société de muletiers ne parcourant que le tronçon qui lui était dévolu en procédant à des transbordements selon le secteur. la route du Saint-Gothard (illustration) était la plus fréquentée.

### Colporteurs et vendeurs itinérants
En France durant l'Ancien régime et partout en Europe, dans les zones de montagnes, les chemins muletiers, seules voies de communication entre les villages et les autres agglomérations situées en plaine, furent empruntées par les colporteurs, des marchands itinérants, montreurs d'ours et autres forains qui venaient apporter les fournitures, les informations et les distractions aux habitants souvent confinés dans leurs vallées.
Avant le début du XIXe siècle, il n'y avait pas de voie carrossable pour se rendre dans les différents village du massif du Vercors. Pour se rendre à Villard-de-Lans, principal bourg du plateau, les colporteurs, principaux liens entre le plateau et le reste du royaume de France, franchissaient le pas de l'Allier (à l'ouest), le col vert (à l'est) et le pas de la Balme (au sud) sur des chemins muletiers afin de vendre leurs marchandises mais également apporter diverses nouvelles. Leurs mulets souvent organisés en « coubles », c'est-à-dire des attelages de douze bêtes , transportaient les bulbes, graines et semences, du charbon de bois, du vin, des outils divers, utiles aux gens du plateau.

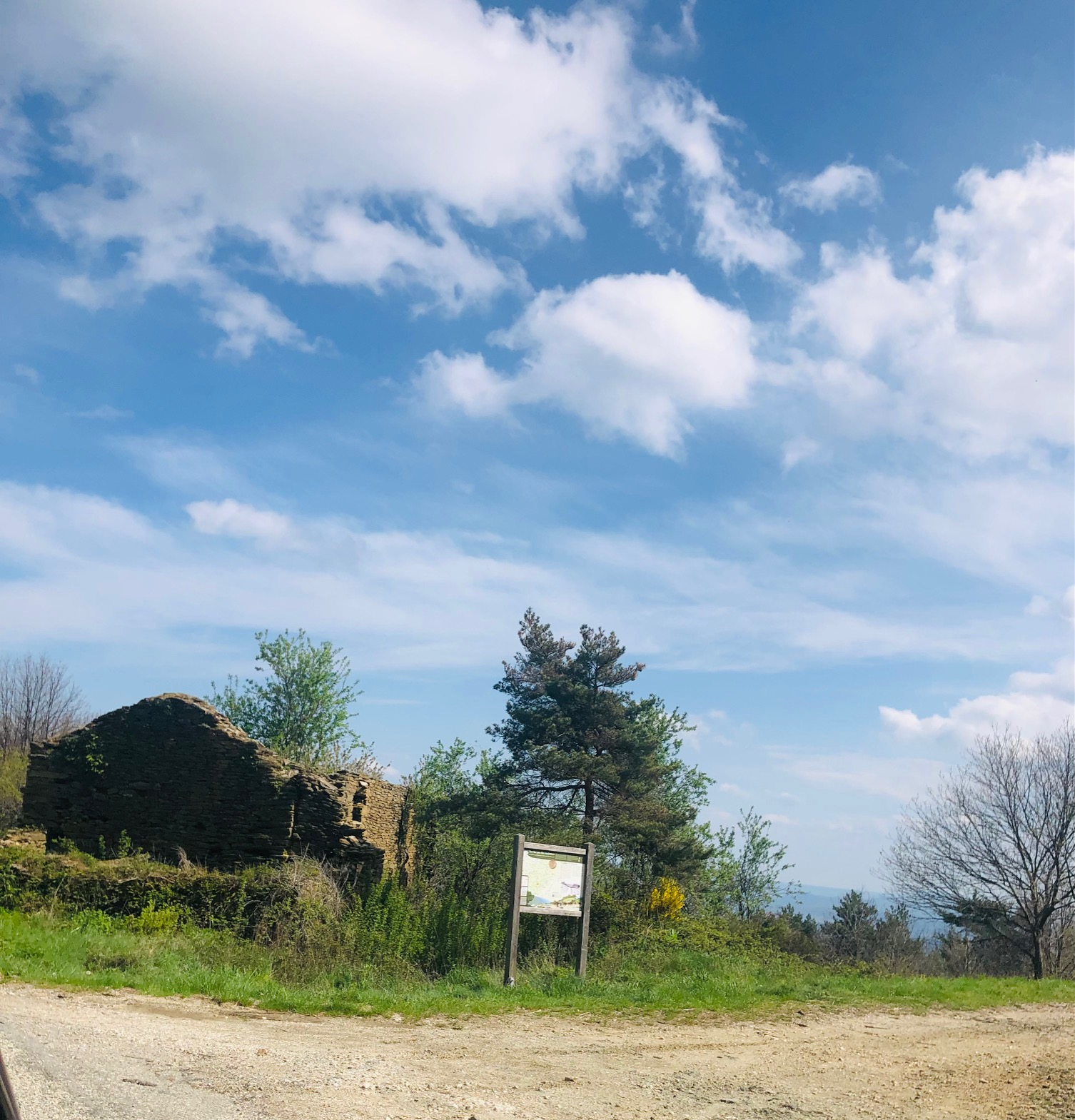
Relais muletier du col de la Croix de Fer

### L'ancienne route du thé (Chine)

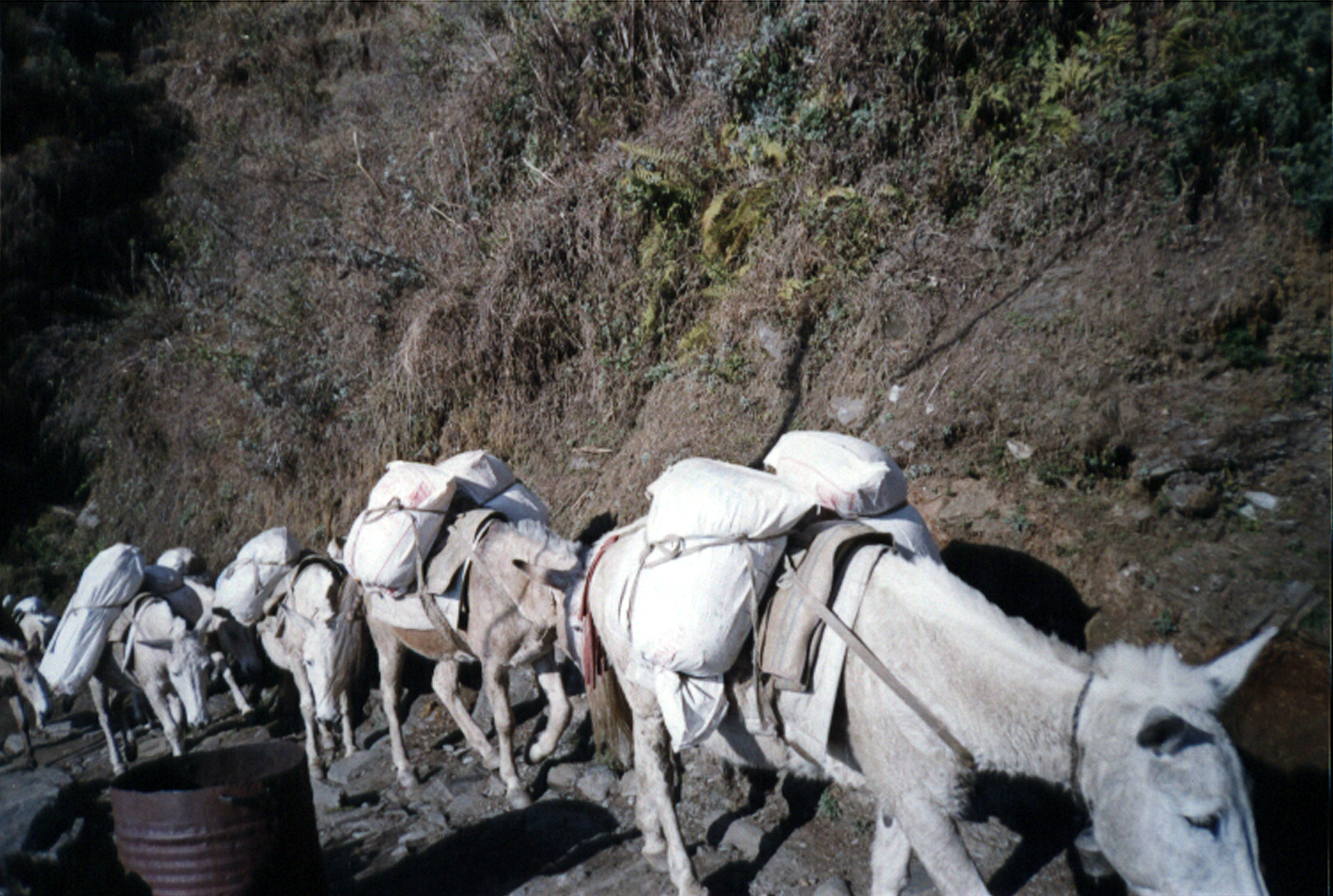
Caravane mabang de l'ancienne route du thé

L'ancienne route du thé et des chevaux (en chinois : 茶马古道, Cha ma gu dao), est un ancien réseau de sentiers muletiers serpentant en zone montagneuse à partir du Sichuan et du Yunnan en Chine. Cette voie de communication exista du VIIe siècle au XXe siècle.

### Les chemins muletiers du Velay
Zone de moyenne montagne, l'ancienne province du Velay étaient sillonnées par un grand nombre de chemins muletiers qui permettaient de monter le vin du Bas-Vivarais et de descendre les céréales et les lentilles des hauts plateaux vellaves.

### Le retour de Napoléon en 1815
Lors de son retour en France, au début de la période des Cent-Jours, Napoléon Ier emprunta des chemins muletiers dans les préalpes de Haute-Provence afin d'éviter de rencontrer des troupes favorables au roi Louis XVIII.

## Rôle
D'anciens chemins muletiers, à l'instar du chemin des muletiers du Puy de Dôme, du circuit pédestre près du lac de Sainte-Croix, dans le Vercors drômois ou dans le massif de l'Oisans  ont été reconvertis en sentier touristiques

## Le chemin muletier dans la culture populaire

### En littérature
Robert Louis Stevenson : Voyage avec un âne dans les Cévennes (Travels with a Donkey in the Cévennes, 1879) : ce livre retrace une randonnée sur divers sentiers avec un âne pour transporter les effets de l'écrivain écossais en tant qu'activité de loisir et de découverte

### Au cinéma
Quelques films distribués dans les salles de cinéma, notamment, ceux présentant la vie des habitants des villages de montagne avant l'apparition des routes, présentent des chemins muletiers, souvent reconstitués à l'occasion du tournage, comme dans le film La Trace, production franco-suisse réalisé par Bernard Favre, sorti en 1983 et présentant la vie d'un colporteur dans les régions alpines au cours du XIXe siècle.
Le documentaire, Du Muletier Au Guide De Montagne réalisé par les Suisses Yanick Turin et Bastien Piguet, présente une association qui œuvre dans un petit village du Pérou afin de permettre aux paysans locaux de mettre sur pied une structure touristique permettant aux touristes de découvrir les montagnes des Andes.